# Метрична система

Зеленим позначені країни, що офіційно запровадили метричну систему

Метрична система — система вимірювання, заснована на метрі як мірі довжини та кілограмі (грамі) як мірі маси. Зокрема, метричною є Міжнародна система одиниць SI.
В наш час більшість країн світу перейшли на метричну систему одиниць вимірювання. Винятком залишаються Сполучені Штати Америки, М'янма та Ліберія. У Великій Британії метрична система використовується поряд із імперськими одиницями.
Основна відмінність метричної системи від традиційних систем, які застосовувалися раніше, полягає у використанні упорядкованого набору одиниць вимірювань. Для будь-якої фізичної величини існує лише одна головна одиниця і набір часткових та кратних одиниць, утворених стандартним чином за допомогою десяткових префіксів. Тим самим усувається незручність від використання великої кількості різних одиниць (таких, наприклад, як дюйми, фути, фадени, милі тощо) зі складними правилами перетворення між ними. У метричній системі перетворення одиниць вимірювання зводиться до множення або ділення на степінь числа 10, тобто до звичайну перестановку коми в десятковому дробі.

## Історія
7 квітня 1795 року у Франції прийняли закон, що вводив метричну систему мір. Так, метр визначався як одна десятимільйонна частка відстані від полюса до екватора.

Метр був спочатку визначений як одна десятимільйонна частка відстані між Північним полюсом і екватором через Париж.

## Префікси одиниць вимірювання
Разом з основними і похідними одиницями в метричній системі використовують стандартний набір префіксів для утворення кратних і частинних одиниць. (Цю ідею в 1670 році запропонував Габріель Мутон — французький математик і богослов. Наприклад, приставка «кіло» використовується для утворення одиниці довжини (кілометр), що перевищує базову одиницю вимірювання в 1000 разів. Міжнародна система одиниць (SI) рекомендує використання стандартних десяткових префіксів SI для утворення назв і позначень кратних і частинних одиниць.

## Метричні варіанти традиційних одиниць
Були також спроби трохи змінити традиційні одиниці так, щоб співвідношення між ними і метричними одиницями стало простішим; це дозволяло також позбутися неоднозначного визначення багатьох традиційних одиниць. Наприклад:
- метрична тонна (рівно 1000 кг)
- метричний карат (рівно 0,2 г)
- метричний фунт (рівно 500 г)
- метричний фут (рівно 300 мм)
- метричний дюйм (рівно 25,4 мм)
- метрична кінська сила (рівно 75 кгс·м/с)

Частина цих одиниць прижилася; нині[коли?] у нас «тонна», «карат» і «кінська сила» без уточнення завжди позначають метричні варіанти цих одиниць.